# Julius von Dieskau
Julius Otto Heinrich von Dieskau (* 1. März 1798 in Plauen; † 27. April 1872 ebenda) war ein deutscher Jurist und Politiker. Er war Abgeordneter des Sächsischen Landtags sowie Vertreter Sachsens im Frankfurter Vorparlaments und der Nationalversammlung.

## Leben und Wirken
Der Sohn des sächsischen Hauptmanns Carl Wilhelm von Dieskau und dessen Ehefrau Theresia geb. von Feilitzsch studierte ab 1815 an der Universität Leipzig die Rechtswissenschaften. Nachdem er dieses Studium 1818 abgeschlossen hatte, wurde er 1821 Patrimonialgerichtsdirektor und Advokat in seiner Heimatstadt Plauen. 1836/37 vertrat er den 17. städtischen Wahlbezirk in der II. Kammer des Sächsischen Landtags und war neben Carl Gotthelf Todt auf dem Landtag 1836/37 der einzige oppositionelle Abgeordnete. In der Folge gehörte er von 1839 bis 1847 dem Hallgartenkreis an. Im Revolutionsjahr 1848 gehörte er dem Frankfurter Vorparlament an und wurde am 13. Mai in der zweiten Abstimmung im 9. sächsischen Wahlbezirk (Döbeln) mit 34 von 67 Stimmen als Kandidat des Vaterlandsvereins zu einem Abgeordneten für die Frankfurter Nationalversammlung bestimmt. Dort schloss er sich den Fraktionen Donnersberg und Nürnberger Hof an. Er gehörte dem Verfassungsausschuss an und erstattete in dieser Funktion einen Bericht über notwendige Schritte, die zur Aufhebung von Spielbanken und Lotterien führen könnten. Er trat für eine föderale Republik mit starker Zentralgewalt in Anlehnung an die USA ein, die von einem Präsidenten regiert werden sollte. Dem Landtag 1849/50 gehörte er wiederum als Abgeordneter des neu gebildeten 41. Wahlkreises an. Hier vertrat er die demokratischen Forderungen der Märzrevolution, wie es die Vertreter der Paulskirche auf dem Höhepunkt ihrer Macht getan hatten, obwohl dieser längst überschritten war. Nach dem Dresdner Maiaufstand forderte er die Landtagsabgeordneten auf, die Thronrede des Königs zurückzuweisen, in der der Aufstand als Landes- und Hochverrat bezeichnet worden war. Ab 1863 war Dieskau Mitglied des evangelischen Kirchenvorstands von Plauen sowie 1865 bis 1869 Mitglied des Plauener Stadtverordnetenkollegiums.

## Ehrungen
In Anerkennung seines Wirkens wurde ihm 1871 die Ehrenbürgerwürde der Stadt Plauen verliehen.

## Werke
- Entwurf einer demokratisch-republikanischen Verfassung für die Vereinigten Staaten von Deutschland, Frankfurt am Main 1848.